# 요시 시리즈
《요시》(Yoshi) 시리즈는 일본의 게이밍 기업 닌텐도가 제작하고 배급한 슈퍼 마리오 시리즈의 스핀 오프인 플랫폼 게임, 퍼즐 게임의 비디오 게임 시리즈이다. 이 게임은 닌텐도, 게임프리크, 인텔리전트 시스템즈, 아툰, 아툰의 뒤를 잇는 Arzest, 굿-필 등 다양한 개발사들에 의해 개발되어 왔다. 요시 게임들은 패밀리 컴퓨터(NES) 시절부터 현 세대의 비디오 게임 콘솔에 이르는 닌텐도 비디오 게임 콘솔과 휴대용 게임기용으로 출시되었다. NES와 슈퍼 NES 게임들 중 일부는 게임보이 어드밴스나 버추얼 콘솔로 포팅되었다. (슈퍼 마리오 월드).
이 시리즈는 녹색의 공룡 캐릭터인 요시를 주변으로 펼쳐진다. 1990년 슈퍼 패미컴(SNES) 게임 슈퍼 마리오 월드에 처음 선보였으며 여기서 마리오와 루이지는 이 공룡을 탈 수 있다.

## 비디오 게임

### 메인 시리즈
- 슈퍼 마리오 월드
- 슈퍼 마리오 요시 아일랜드
- 요시 스토리
- 요시의 유니버설 그래비테이션(Yoshi's Universal Gravitation)
- 요시 터치 앤 고
- 요시 아일랜드 DS
- 요시 뉴 아일랜드
- 요시 울리 월드
- 요시 크래프트 월드

### 기타 게임
- 요시
- 요시의 쿠키
- 요시의 사파리
- 테트리스 어택

## 평가
| 게임                         | 연도                   | 판매 대수        | 메타크리틱   |
| ---------------------------- | ---------------------- | ---------------- | ------------ |
| 슈퍼 마리오 요시 아일랜드    | 1995 (SNES) 2002 (GBA) | 4,000,000 (SNES) | 91/100 (GBA) |
| 요시 스토리                  | 1997                   |                  | 65/100       |
| 요시의 유니버설 그래비테이션 | 2004                   |                  | 60/100       |
| 요시 터치 앤 고              | 2005                   |                  | 73/100       |
| 요시 아일랜드 DS             | 2006                   | 2,910,000        | 81/100       |
| 요시 뉴 아일랜드             | 2014                   |                  | 64/100       |
| 요시 울리 월드               | 2015                   | 1,370,000        | 78/100       |
| 요시 크래프트 월드           | 2019                   |                  | 79/100       |